# Trigonodes trigonodesia
Trigonodes trigonodesia är en fjärilsart som beskrevs av Embrik Strand 1915. Trigonodes trigonodesia ingår i släktet Trigonodes och familjen nattflyn. Inga underarter finns listade i Catalogue of Life.